# ريتشارد دور (قاضي)
ريتشارد دور (بالإنجليزية: Richard Dore)‏ هو قاضي أسترالي، ولد في 1749، وتوفي في 1800.